# Rialto Beach

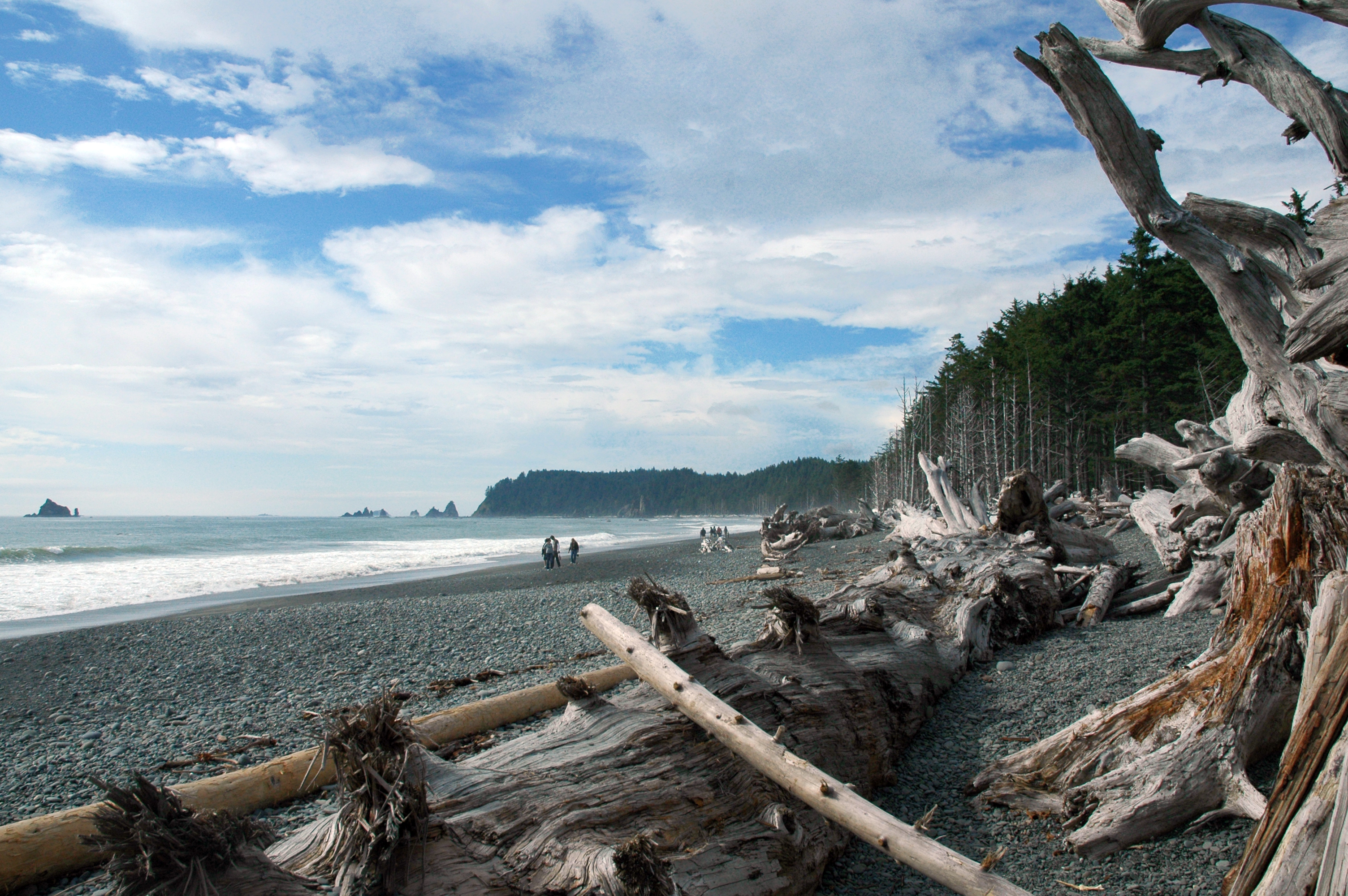
Rialto Beach

Rialto Beach is een strand aan de Stille Oceaan in de Amerikaanse staat Washington. Het is een van de bekendste stranden in Olympic National Park. Rialto Beach is een keienstrand met veel drijfhout. Vanop het strand kan men verschillende stacks in zee zien staan, alsook James Island. Rialto Beach ligt ten noorden van de monding van de rivier Quillayute. Ten zuiden van de monding ligt het plaatsje La Push, dat deel uitmaakt van het Quileute-indianenreservaat. Het dichtstbijzijnde stadje is Forks.
Het strand is bereikbaar via de Mora Road, een deel van de Washington State Route 110 die Forks met La Push verbindt. Er is een parking aan Rialto Beach, met picknick- en toiletvoorzieningen. Er is een kampeerterrein van de National Park Service met 94 plaatsen op ongeveer 3 kilometer van Rialto Beach.